# Biloxi jezik
Biloxi jezik (ISO 639-3: bll), izumrli jezik Biloxi Indijanaca koji se govorio u dolini donjeg Mississippija na području današnje američke države Mississippi gdje je rana Biloxi populacija iznosila oko 500 (1699). Jezik je nestao zajedno s plemenom početkom 20. stoljeća. 
Jezik se smatrao predstavnikom muskhogeanske porodice sve dok ih 1886. u Louisiani nije posjetio Gatschet i otkrio da su im riječi siouanske. Danas se zna da su im najbliži srodnici bili Ofo Indijanci s kojima jezično čine podskupinu biloxi-ofo.
Preživjeli pripadnici etničke grupe danas žive s Tunica Indijancima pod imenom Tunica-Biloxi u Louisiani, ali oni danas govore engleskim jezikom.

## Vanjske poveznice
- Ethnologue (14th)
- Ethnologue (15th)